# Piliocolobus badius waldronae
O colobo vermelho da senhorita Waldron ( Piliocolobus waldronae )  é uma espécie de colobo vermelho nativo do Sul da África Ocidental . Já havia sido descrito como uma subespécie do colobus vermelho ocidental, P. badius . Não é avistado oficialmente desde 1978 e foi considerado extinto em 2000. No entanto, novas evidências sugerem que um número muito pequeno destes macacos pode viver no canto sudeste da Costa do Marfim . A Lista Vermelha da IUCN considera o colobus vermelho da Srta. Waldron como criticamente ameaçado .
O colobo vermelho da Srta. Waldron foi descoberto em dezembro de 1933 por Willoughby P. Lowe, um colecionador do Museu Britânico (História Natural) que havia abatido oito espécimes do animal. Robert William Hayman deu-lhe o nome de uma colega funcionária do museu, Senhorita Fanny Waldron, que ajudou na expedição onde Lowe coletou os oito espécimes desses macacos.

## Descrição
O pelo preto cobre a maior parte do colobo vermelho da Srta. Waldron, mas um padrão distinto de pelo vermelho brilhante pode ser encontrado em sua testa e coxas, permitindo que ele seja distinguido de outros da mesma espécie . Macaco do Velho Mundo, atinge uma altura de cerca de 1 metro, com uma cabeça pequena para sua estrutura. Não se sabe da existência de nenhuma fotografia do colobo vermelho vivo da Srta. Waldron.

## Ecologia e status
As florestas de alta copa (florestas tropicais) em Gana e na Costa do Marfim servem como habitat exclusivo do colobus vermelho da Srta. Waldron. O macaco geralmente formava grandes grupos familiares de 20 ou mais pessoas. É um animal social e altamente vocal, comunicando-se frequentemente com outras pessoas por meio de gritos, gritos e conversas altas, parecido com bugios. A sua estratégia de segurança depende da utilização dos muitos olhos e ouvidos do grupo.
Frutas, sementes e folhagens fornecem a principal fonte de alimento do colobo vermelho da Srta. Waldron. O colobus vermelho ocidental é frequentemente caçado e comido por carnívoros maiores, incluindo chimpanzés comuns (especificamente chimpanzés ocidentais, Pan troglodytes verus, na área de distribuição de P. b. waldronae ), leopardos, pítons, águias e humanos.

### Declínio para (quase) extinção
O macaco era frequentemente (e ilegalmente) caçado furtivamente para obter carne de caça, com pouca interferência dos governos locais. A destruição do habitat também desempenhou um papel no seu declínio. O colobo vermelho da senhorita Waldron é o primeiro primata suspeito de estar extinto no século 21, mas há um debate considerável sobre se esta avaliação está realmente correta.
Uma série de pesquisas florestais, conduzidas pela Wildlife Conservation Society de 1993 a 1999, não conseguiram descobrir qualquer evidência da existência do macaco, e o animal foi declarado extinto um ano depois. No entanto, a UICN e outras autoridades que compilam Listas Vermelhas consideraram que o critério exigido de que "não há dúvida razoável de que o seu último indivíduo morreu" ainda não foi cumprido.
No entanto, o primatologista W. Scott McGraw, da Universidade Estadual de Ohio, tem coletado evidências da existência contínua do macaco durante suas expedições à Costa do Marfim nos últimos anos: 
- Em 2000, McGraw recebeu um rabo de macaco preto que testes de DNA provaram ser de um colobo vermelho. O caçador que deu o rabo a McGraw afirmou que havia atirado no macaco no ano anterior.
- Em 2001, um caçador da Costa do Marfim deu a McGraw um pedaço de pele de macaco avermelhada que se acredita ser do colobo vermelho da senhorita Waldron.
- Naquele mesmo ano, McGraw recebeu de um associado na África uma fotografia do que parecia ser um colobo vermelho adulto da Srta. Waldron que havia sido morto. Os especialistas que examinaram a fotografia atestam a sua provável autenticidade.

Presumivelmente, uma população relíquia do macaco ainda é encontrada na Floresta Ehy (também Floresta Ehi ou Tanoé) perto da foz do Rio Tano na Lagoa Ehy, na fronteira entre a Costa do Marfim e Gana. O Colobus Vermelho da Srta. Waldron está entre as 25 espécies “perdidas mais procuradas” que são o foco da iniciativa “Busca por Espécies Perdidas” da Re:wild.